# Zambias litteratur
Någon omfattande skriven zambisk litteratur har aldrig förekommit. 1937 grundades i dåvarande Nordrhodesia African Literature Committee för att uppmuntra till skrivande på de inhemska språken. Man gav ut litteratur på åtminstone fyra av dessa språk, och ordnade årliga litteraturtävlingar.